# 魏自愚
魏自愚（1901年—1970年），又名魏自玉，原名魏敷谦，男，甘肃兰州人，中国政治人物，曾任中国民主同盟甘肃省委员会常务委员，第三、四届全国政协委员、